# أندرو هاريس (لاعب كريكت)
أندرو هاريس (26 يونيو 1973 في المملكة المتحدة - ) (بالإنجليزية: Andrew Harris)‏ هو لاعب كريكت بريطاني. لعب مع نادي مقاطعة ديربيشاير للكريكت ‏ ونادي مقاطعة ورسسترشاير للكريكيت ‏ ونادي مقاطعة غلوستر للكريكت ‏ ونادي مقاطعة ليسترشاير للكريكت ‏ ونادي مقاطعة نوتنغهامشير للكريكت ‏ ونادي مقاطعة ستافوردشاير للكريكت ‏.

## وصلات خارجية
- أندرو هاريس على موقع إي آس بي آن كريك إنفو (الإنجليزية)